# Dale (Hordaland)
 For alternative betydninger, se Dale. (Se også artikler, som begynder med Dale)
Dale er en by der er administrationscenter i Vaksdal kommune i Hordalandfylke i Norge. Dale ligger inderst i Dalevågen, og har 1.174 indbyggere (2012). Både europavej E16 og Bergensbanen går gennem byen.
Dale (Dalekvam) er en industriby som blev bygget op omkring Dale kraftværk og Dale Fabrikker. Denne fabriker nu opdelt i Dale of Norway, som producerer striktrøjer og andre uldprodukter, og Daletec, som producerer flammehæemmende metervarer til brug i arbejdstøj. Dale Fabrikker blev grundlagt af konsul Peter Jebsen i 1879. Da han så Bergsdalselven fandt han en stor kraftkilde til en ny industrivirksomhed, og købte kraftrettighederne fra lokale bønder. Maskiner kom fra England, med båd til Dalevågen og blev fragter videre med hest og vogn, – karteværk, spindemaskiner og 200 vævestole, samt og farverimaskiner kom samme vej.

## Dale kirke
Dale kirke (Dale kyrkje) er en langkirke fra 1956 bygget i beton. Arnstein Arneberg tegnet selve kirken, mens altertavlen fra 1958 blev tegnet af Hugo Lous Mohr som har også udsmykket Oslo domkirke. Kirken er kendt for en enestående akustik, og er derfor godt egnet som koncertlokale.